# Mandaeërs
Mandaeërs (ook gespeld als mandeeërs, mandaeën of mandeeën) belijden een gnostische religie, het mandeïsme. De term "mandaeërs" is afgeleid van menda, het mandaïsche woord voor gnosis ('kennis').

## Verspreiding
Zij woonden voornamelijk in het grensgebied van Iran en Irak. Na de Tweede Golfoorlog de daarop volgende Iraakse burgeroorlog en Islamitische Staat alsook drooglegging van de Iraakse moerassen is het aantal mandaeërs in Irak sterk teruggelopen. In Irak waren de mandaeërs traditioneel onderdeel van de Moerasarabieren. Enkele duizenden mandaeërs zijn naar Iran gevlucht. Het totale aantal mandaeërs werd in 2006 op ongeveer 40.000 geraamd. Een groot deel woont in ballingschap in Europa, de Verenigde Staten, Canada en Australië.

## Geschiedenis
Na de islamitische verovering van Mesopotamie in het midden van de zevende eeuw werden zij door de moslims geïdentificeerd als de saba' (Sabeeërs) die ook in de Koran worden genoemd:
Voorzeker, de gelovigen, de joden, de christenen en de saba' wie onder hen ook in Allah en de Laatste Dag geloven en goede daden verrichten, zullen hun beloning bij de Heer ontvangen en er zal geen vrees over hen komen...
De oorspronkelijke betekenis van het woord saba' moet dopers of zij die dopen geweest zijn. Zij werden beschouwd als mensen van het boek en om die reden getolereerd. Portugese missionarissen uit de zeventiende eeuw interpreteerden de vele dooprituelen van de mandaeërs en hun respect voor Johannes de Doper onjuist. Zij gingen ervan uit, dat Johannes in het gebied gepredikt en geëvangeliseerd had. Het gevolg was, dat tot in de negentiende eeuw de mandaeërs in de Europese literatuur, analoog aan de Thomaschristenen, beschreven werden als Johanneschristenen.

## Geloofsleer
De religie van het mandeïsme kenmerkt zich door een strikt dualisme. Er is een Wereld van het Licht en een Wereld der Duisternis. De vijandige relaties tussen Licht en Duisternis, goed en kwaad leiden tot de schepping van de wereld door de demiurg Ptahil met hulp van andere demonische krachten, met name die van de planeten. Dezelfde wezen creëren ook Adam, maar de Wereld van het Licht weet hieraan een bezielende substantie toe te voegen. Dat is in wezen de ziel, de goddelijke kern in de mens, die gered dient te worden door lichtwezens. De redding van de ziel is de belangrijkste zorg van het mandeïsme.
De Mandaeërs erkennen een aantal profeten, waaronder Adam, Abel, Seth, Enos, Noach, Sem, Aram en (boven al) Johannes de Doper. De taal van de mandaeërs, het Mandaïsch, is een tak van het Aramees. Alle religieuze mandaeën-manuscripten werden geschreven in deze taal. Het belangrijkste heilige boek van de mandaeërs is de Ginza Raba ofwel "De Grote Schat".
Johannes de Doper en zijn vader hadden ook andere namen, Johannes de Doper wordt Yahya genoemd door moslims en de mandaeers zelf. Zijn vader heet Zakariya. Bij de christenen wordt zijn vader Zacharias genoemd. De Mandaeërs dopen vooral in bewegend water zoals een rivier.

## Oorsprong
Een grote meerderheid van auteurs op het vakgebied gaat uit van een oorspronkelijke herkomst van de mandeeërs uit Palestina. In de overlevering van de mandeeërs zou hun gemeenschap daar door het jodendom vervolgd worden. In een van de belangrijkste teksten, de Haran Gawaitha, wordt een uittocht beschreven naar een gebied dat de Medische heuvels wordt genoemd. Dat was globaal het gebied van Adiabene. Die uittocht zou in de eerste eeuw plaatsgevonden kunnen hebben. Daarna volgde een verdere migratie naar het zuiden van Mesopotamië.